# Кэвальгытгын
Кэвальгытгын — горько-солёное озеро лиманного типа в Провиденском районе Чукотского автономного округа России. Расположено на южном побережье Мечигменской губы, от которой отделена узкой песчано-галечной косой. Соединено протокой с соседним озером Тагрынгытгын, также впадает река Айпынваам.
Название в переводе с чукот. — «трескучее озеро». Это связано с тем, что в сильные морозы здесь постоянно слышится треск льда.